# Джефферсон (округ, Техас)
Округ Дже́фферсон (англ. Jefferson county) — округ штата Техас Соединённых Штатов Америки. На 2000 год в нем проживало 252 051 человек. По оценке бюро переписи населения США в 2008 году население округа составляло 243 090 человек. Окружным центром является город Бомонт.

## История

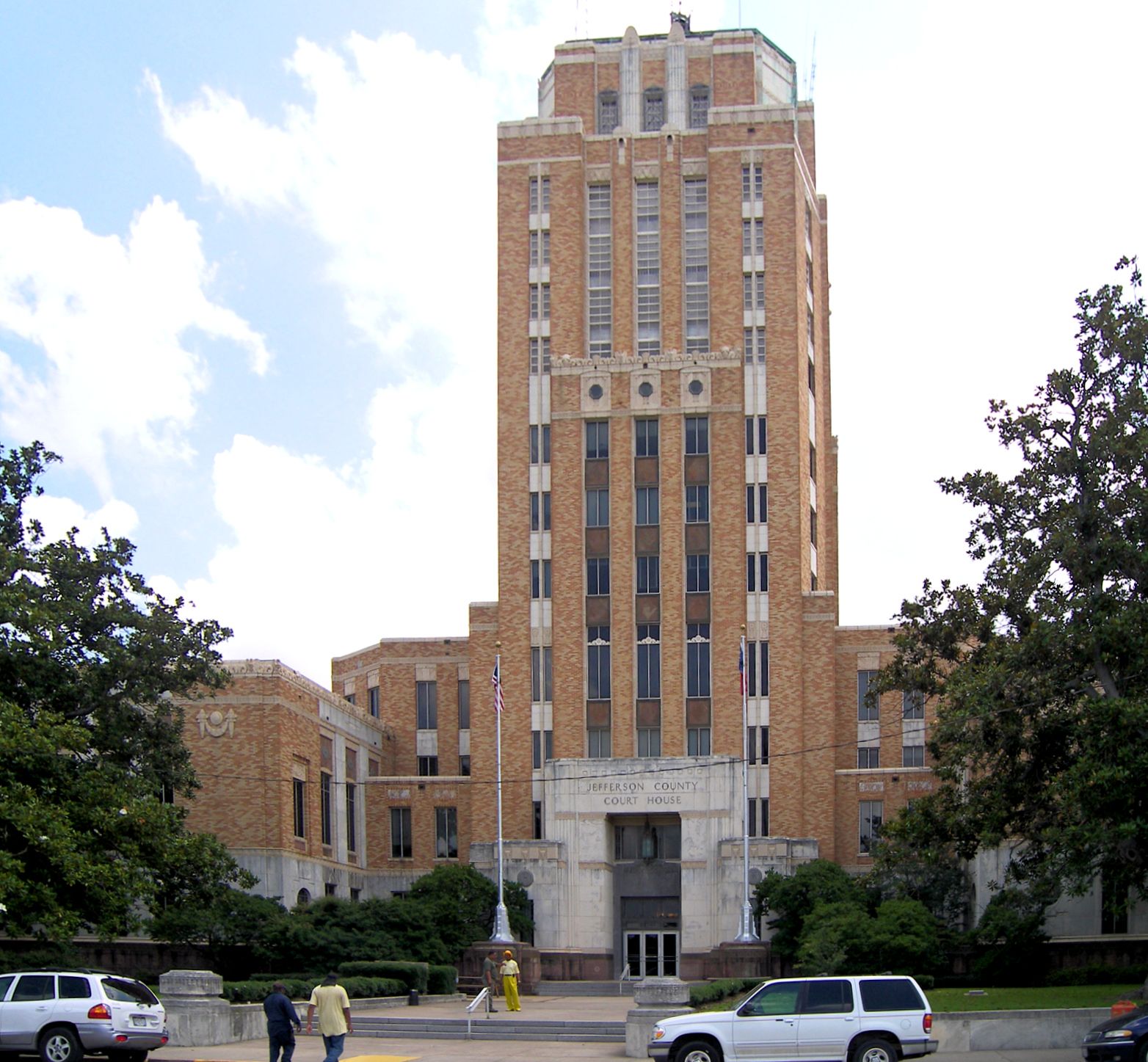
Здание окружного суда округа Джефферсон

Округ Джефферсон был сформирован в 1836 году. Он был назван в честь Томаса Джефферсона, третьего президента США.

## География
По данным бюро переписи населения США площадь округа Джефферсон составляет 2878 км², из которых 2340 км² — суша, а 538 км² — водная поверхность (18.69 %).